# Doto cabecar
Doto cabecar is een slakkensoort uit de familie van de Dotidae. De wetenschappelijke naam van de soort is voor het eerst geldig gepubliceerd in 2001 door Ortea.